# Franz Hagenauer
Franz Hagenauer (* 22. Februar 1906 in Wien; † 26. September 1986 in Salzburg) war ein österreichischer Bildhauer.

## Leben

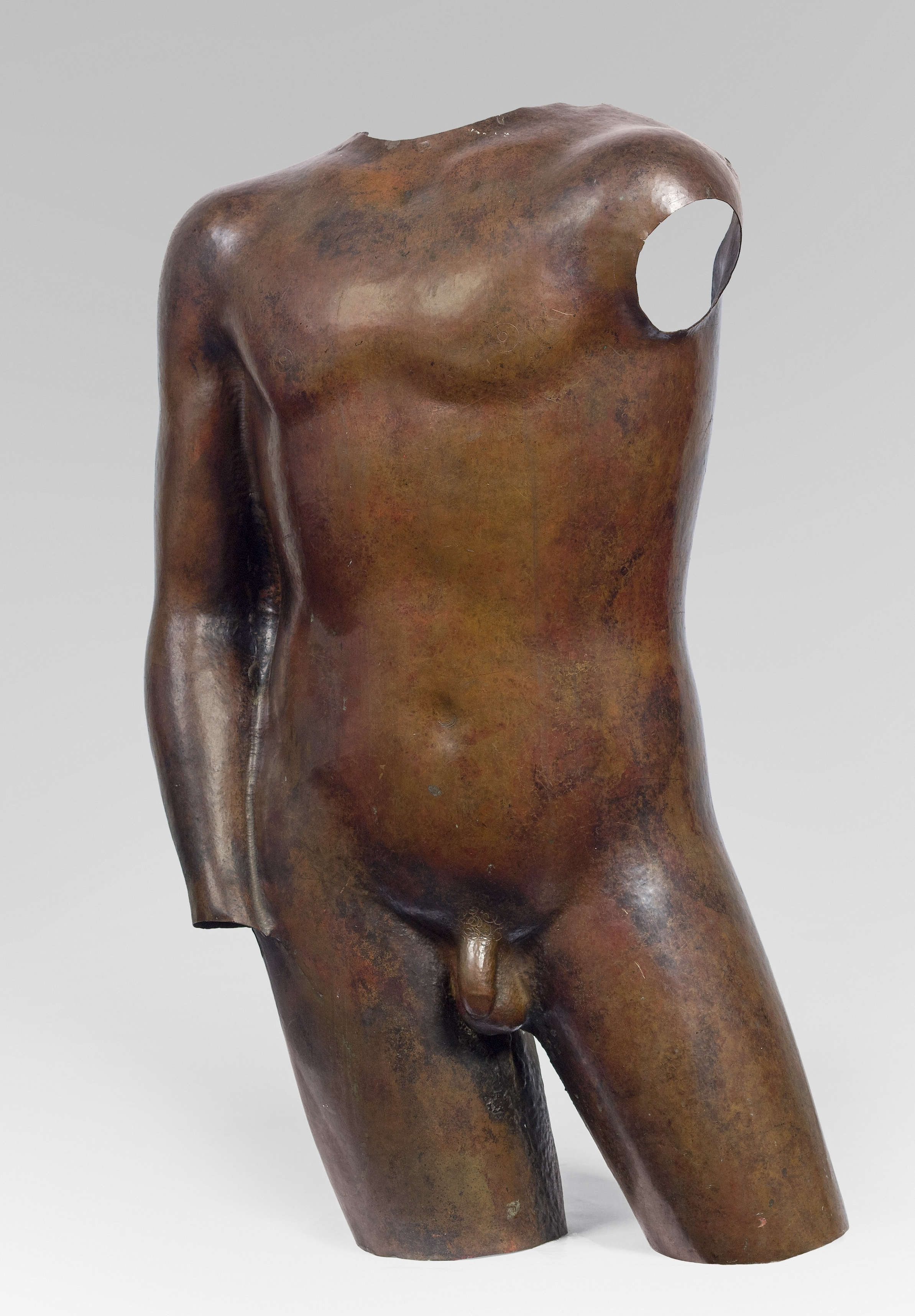
Franz Hagenauer Torso 1929 (Foto Im Kinsky)

Hagenauer besuchte als Zwölfjähriger einen Jugendkurs bei Franz Cizek an der Kunstgewerbeschule Wien. Ab 1921 studierte er Bildhauerei bei Anton Hanak und Josef Hoffmann. Nach Abschluss seiner Ausbildung und einigen Studienreisen stieg er 1926 in die Metallwerkstatt seines Vaters ein. 1928, nach dessen Tod, übernahm Karl Hagenauer, der Bruder von Franz, den Betrieb. Neben seinen bildhauerischen Werken schuf Franz Hagenauer nun auch Entwürfe für Produkte der Werkstätte. Bereits mit 25 Jahren wurde er in den bedeutenden Künstlerkreis der Wiener Sezession aufgenommen. Seine Arbeiten fanden Anerkennung bei mehreren internationalen Ausstellungen in Paris, Mailand, Venedig und Wien. Der Weltkrieg unterbrach abrupt sein Schaffen, bereits 1939 wurde er eingezogen.
In der Nachkriegszeit wurde zunächst Salzburg zu seinem Lebensmittelpunkt. Die Produktpalette der Werkstätte umfasste nun auch Arbeiten in Holz, modernem Design und Kunstgewerbe. Franz Hagenauer wurde 1946 Salzburger Landesinnungsmeister. Ende der 1940er Jahre setzte auch im Osten Österreichs der Wirtschaftsaufschwung ein, aber auch aus privaten Gründen verlagerte sich sein Lebensmittelpunkt wieder nach Wien. Im Dezember 1949 heiratete er Ingeborg. Die Tochter Claudia kam im darauf folgenden Jahr zur Welt, die jüngere Tochter Caja 1952. Franz Hagenauer erhielt den Kulturpreis für angewandte Kunst der Stadt Wien und wurde 1955 zum Vorstandsmitglied des Österreichischen Werkbundes berufen. Unerwartet starb sein Bruder Karl im März 1956 und Franz Hagenauer musste die Leitung der Werkstätte notgedrungen übernehmen.
1962 wurde Franz Hagenauer als Professor für freies Gestalten in Metall an die Hochschule für angewandte Kunst in Wien berufen. Später übernahm er auch eine Klasse für Emailarbeiten. Mit der Übernahme dieser neuen Aufgabe einher ging eine Besinnung auf seine eigentliche Berufung. Franz Hagenauer widmete sich wieder verstärkt diesen eigenständigen getriebenen Skulpturen. 1971 fand im Museum für Angewandte Kunst eine umfangreiche Ausstellung über die Werkstätte Hagenauer statt. Im Katalog schrieb der Bildhauer Fritz Wotruba eine sehr persönliche Laudatio, die mit den Worten endet: „(...) solange ein Mensch lebt soll er seine Sache weiterführen. Franz Hagenauer sollte seine Sache weiterführen.“ Die neuen Arbeiten waren eine Fortsetzung seines bildhauerischen Schaffens der 1930er Jahre. In dieser späten Phase entstanden neue, expressive Werke. Er experimentierte mit den verschiedensten Techniken. Franz Hagenauer starb am 26. September 1986 in Salzburg an Herzversagen. Er wurde am Ober Sankt Veiter Friedhof bestattet.

## Werk

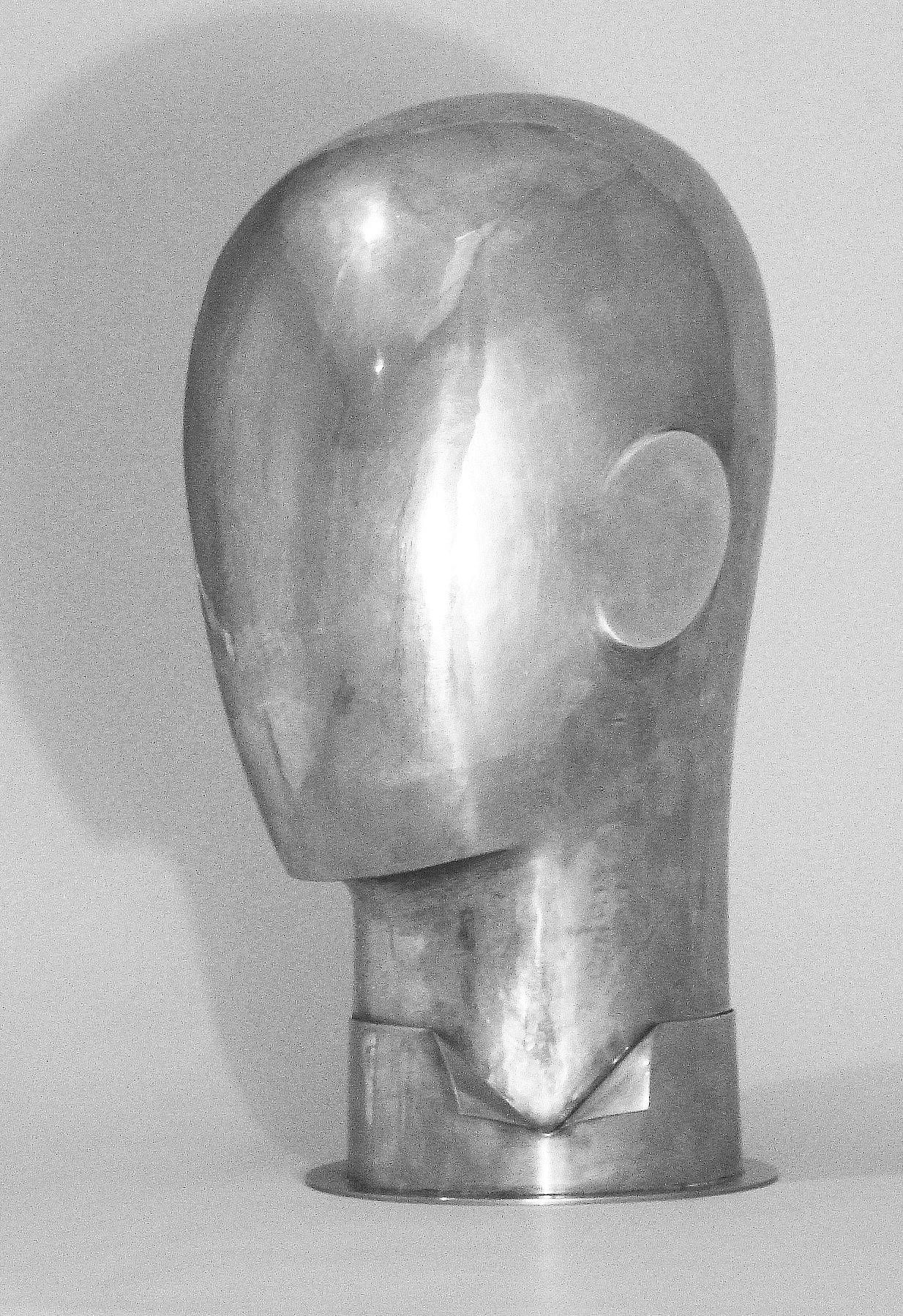
Reduzierte Kopfskulptur 1937

Bereits während seiner Ausbildung unter Anton Hanak und Josef Hoffmann entwickelte Franz Hagenauer seinen signifikanten Stil in der Bildhauerei. In den Ferien jobbte er unter Dagobert Peche in der „Wiener Werkstätte“ und erhielt 1923 einen ausgeschriebenen Preis für eine Arbeit in getriebenem Metall. Zum Ende seiner Ausbildung war er 1925 mit zwei Reliefplatten auf der richtungsweisenden Pariser Weltausstellung „Exposition des Arts Décoratifs“ vertreten. Dafür wurde Franz Hagenauer im Winter des letzten Studienjahres für drei Monate beurlaubt. Gleichzeitig hatte er für die Werkstätte Hagenauer mit der Figur eines knienden Ritters und eines Wappenadlers zwei weitere Exponate geschaffen. Diese frühen Arbeiten überzeugen vor allem handwerklich. Künstlerisch war der 19-Jährige noch sehr dem Traditionellen angepasst. Die damaligen Kreationen wirkten noch etwas „hart, unbeholfen und gewollt“, wie das Kunstmagazin „Deutsche Kunst und Dekoration“ kritisierte. Doch schon bald legte er diese „Blechernheit“ der ganz frühen Werke ab.

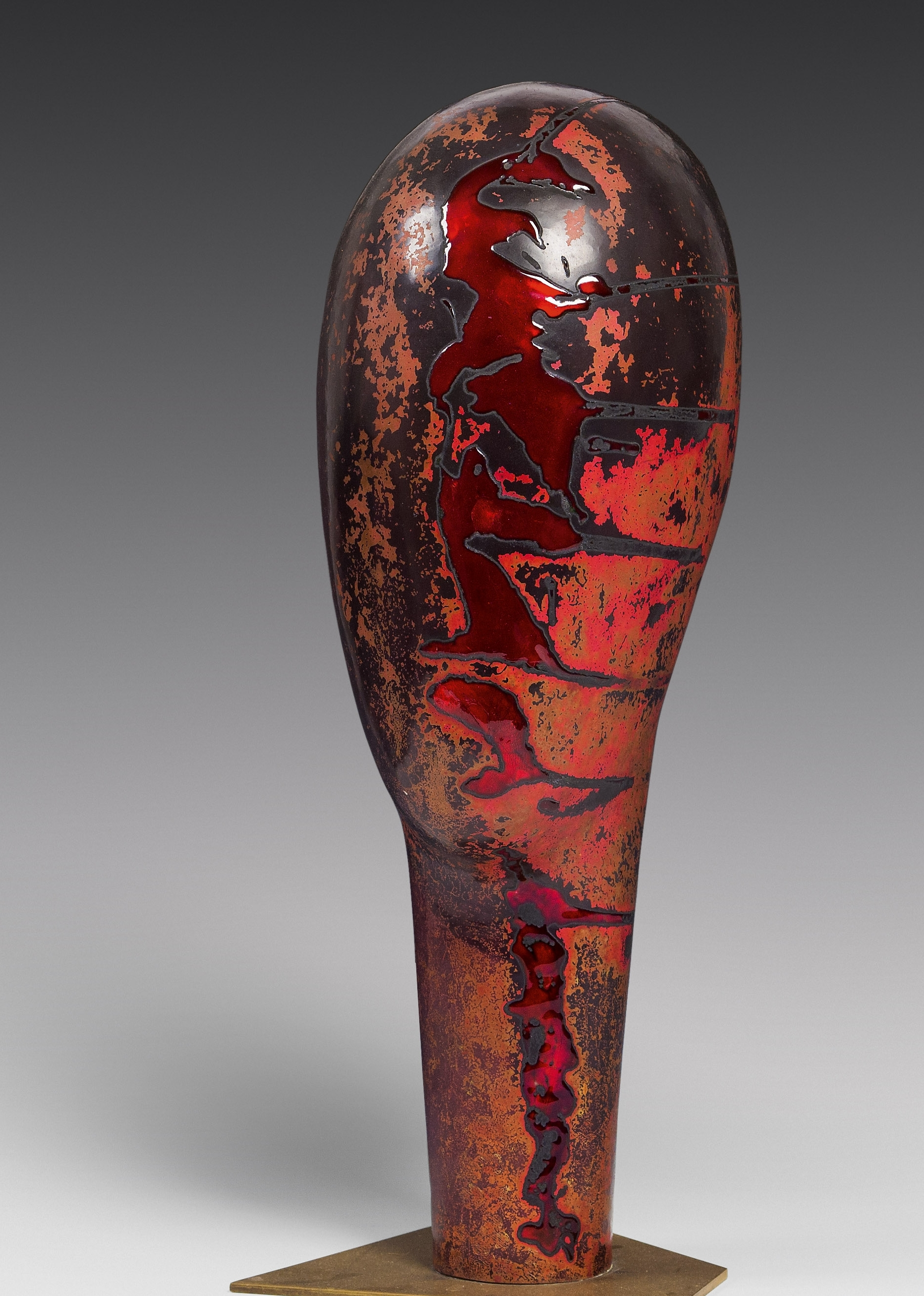
Kupferskulptur mit abstrakter Emailglasur, ca. 1975 (Foto Im Kinsky)

Mehrere Auslandsaufenthalte in Paris, Berlin und Rom vermittelten Franz Hagenauer den Zeitgeist der Moderne und machte ihn mit Art déco und dem Bauhaus-Stil vertraut. Seine neuen Arbeiten dokumentierten diese Formensprachen. Sowohl im Stil der Neuen Sachlichkeit als auch des Neoklassizismus erreichte er in den späten 1920er Jahren eine frühe Meisterschaft. Eine Fotografie aus dem familiären Nachlass ist mit ca. 1928 einzuordnen. Links sieht man einen nach hinten geneigten, halb-plastischen Männerkopf, die beiden Gesichtshälften unterschiedlich, so dass sich eine spannende simultan Ansicht ergibt. Franz Hagenauer erzielt damit die Gleichzeitigkeit einer Betrachtung von verschiedenen Gesichtspunkten. Vor einigen Jahren noch in der Sammlung des Pop-Art Künstlers Andy Warhol, kam er wieder zurück nach Wien und befindet sich heute im Museum der Sammlung Leopold. Auf dem Foto rechts: der Halbakt einer jungen Frau mit leicht geneigtem Kopf und gesenkten Augenlidern ist ebenfalls bereits ein Meisterwerk. Der Künstler verzichtet auf schmückende Ornamente und beschränkt sich auf eine klare Formensprache. Die Gesichtszüge im Stil von Modigliani entsprechen dem Zeitgeist der Moderne. Eine sehr ähnliche Version befindet sich heute in der Sammlung des Museums für Angewandte Kunst in Wien. Der in Kupfer getriebener Torso eines jungen Mannes ist eine Auseinandersetzung mit der Fragmentierung des Körpers. Diese neoklassizistische Arbeit ist ein Höhepunkt in seiner frühen Schaffensperiode. Im Österreich Pavillon „Exposition d' Art Autrichienne“ auf der Weltausstellung in Paris 1937 ist es eines der Hauptwerke des österreichischen Kunstschaffens dieser Epoche.
Seine Arbeiten in den frühen 30er Jahren sind geprägt von der künstlerischen Auseinandersetzung zwischen dem Neoklassizismus, der neuen Sachlichkeit, dem Art déco und Design Entwürfen für die „Werkstätte Hagenauer“. Analog zu der internationalen Entwicklung entstehen einige Hauptwerke in einem monumental-vergeistigten Realismus. Der Architekt Adolf Loos stirbt 1933. Franz Hagenauer schafft den getriebenen, monumentalen „Loos-Kopf“. Trotz seiner Größe ist die Skulptur eine äußerst lebensnahe Darstellung. Heute befindet er sich in der permanenten Ausstellung der Sammlung Leopold im Museumsquartier Wien. Ebenfalls dieser Schaffensperiode zuzuordnen ist ein in seltener Perfektion gearbeiteter, aus Kupfer getriebener naturalistischer Männerkopf. Er wurde 1934 auf der Biennale in Venedig ausgestellt, ist eine Zuwendung der „Julius Reich Künstlerstiftung“ und befindet sich heute in der Österreichischen Nationalgalerie im Oberen Belvedere.
Die weitere Entwicklung erfolgt ab nun radikal auf der künstlerischen Ebene. Franz Hagenauer folgte dem Zeitgeist des Postexpressionismus und fand zu einer umfassenden Abstraktion. Der Verzicht auf alles Unwesentliche führte zu der klaren Form. Nicht die Dinge selbst, sondern die Einfühlung in das Wesen der Dinge war nun Inhalt und Ausdruck seiner Werke und führten zu einer radikalen Reduktion auf das Essenzielle. Diese ungewöhnlichen Arbeiten sind die bedeutendsten für das gesamte Lebenswerk. Oftmals werden sie ergänzt durch ein minimales Detail. Die außergewöhnlichen gesichtslosen Köpfe und Figuren wurden später zu seinen gefragtesten Kunstwerken.
Der Weltkrieg bremste diese Schaffensperiode jäh. Die Nachkriegszeit war von den wirtschaftlichen Notwendigkeiten geprägt, seine Kunst trat in den Hintergrund. Er wurde ausgewählt, für das Parlament in Wien einen großen Bundesadler zu entwerfen und aus getriebenem Metall auszuführen. Erst mit der Erteilung einer Professur an der Hochschule erlangte Franz Hagenauer wieder seine ungebremste Schaffenskraft. Die Arbeiten wurden jetzt zarter, die Figuren meist gelängt und oftmals ergänzt mit Bändern oder signifikanten Details. An einem weiblichen Torso als Gegenstück zu seinem maskulinen Frühwerk arbeitet er mit Unterbrechungen über Jahre.
Angeregt durch den Erfolg der Ausstellung im Museum für angewandte Kunst und den beflügelnden Worten von Fritz Wotruba verstärkte sich der Tatendrang. Ständig war er auf der Suche nach Erneuerung, immer wieder wurden neue Ideen umgesetzt. Zu den späten Höhepunkten seines Schaffens zählen einige innovative Kopfplastiken. Die starke Ausdruckskraft resultiert aus der radikalen Reduktion und dem Zusammenspiel von Material und Technik.

## Werkstätte Hagenauer Wien
Carl Hagenauer gründete die Werkstätte 1898, es wurden vor allem die traditionsreichen Wiener Bronzen  hergestellt. Nach seinem Tod 1928 übernahmen die Kinder Karl, Franz und Grete den Betrieb. Karl Hagenauer oblag die Firmenleitung und er stellte die Produktion auf kleine, ausdrucksstarke Messingfiguren um, die die Tradition in moderner Form fortsetzten. Im Stil des Art déco und der neuen Sachlichkeit entstanden hochwertige Kleinplastiken aus Messingguss, die den wirtschaftlichen Erfolg der Werkstätte über Jahre manifestierte. Diese Entwürfe für Großserien sind überwiegend Karl Hagenauer zuzuordnen, während Franz vornehmlich exklusive getriebene Metallskulpturen und Designobjekte entwarf. Ein Großteil der Produktion ging bereits damals in den weltweiten Export. Auf Grund dieses Erfolges kamen später ähnliche Arbeiten von den Firmen Auböck, Baller und Rohac auf den Markt. Julius Jirasek erweiterte das Programm der Werkstätte Hagenauer um moderne Kleinmöbel. Ab 1947 wurde das Sortiment um kunstgewerbliche Figuren aus Holz vergrößert. 1956, nach dem Tod von Karl Hagenauer übernahm Franz Hagenauer die Leitung der Werkstätte. Die Produktion der Kleinplastiken wurde stark reduziert. Den Schwerpunkt bildeten nun Designobjekte aus Metall und die handgetriebenen Metallskulpturen.
Für die Qualität der Herstellung sorgten die Werkmeister Ernst Jessineg von 1935 bis 1975, danach Karl Schmidt bis zur Schließung 1987. Die Objekte der Werkstätte Hagenauer wurden mit dem Werkstattzeichen WHW punziert. Ausgewählte Arbeiten wurden auch nach dem Entwerfer mit „FRANZ“ oder „KARL“, bzw. mit FH oder KH signiert.

## Auszeichnungen und Ausstellungen
- 1925 „Exposition International des Arts Décoratifs“, Paris
- 1928 Wiener Künstlerhaus – Weihnachtsschau
- 1930 Triennale di Milano
- 1931 Mitglied der Wiener Sezession und der Kunstschau
- 1934 20. Biennale in Venedig
- 1937 Weltausstellung „Exposition Internationale des Arts et Techniques dans la Vie Moderne“, Paris
- 1950 Kulturpreis der Stadt Wien für angewandte Kunst
- 1948, 1951, 1955, 1957, 1960 Triennale in Mailand oder Monza
- 1958 Weltausstellung in Brüssel
- 1971 Ausstellung im Museum für Angewandte Kunst in Wien
- 1986 Gedächtnisausstellung der Galerie Würthle Wien
- 2011 Ausstellung im Otto Wagner „Sparcassensaal“ der BAWAG Foundation, Wien